# José Fernando Fumagalli
José Fernando Fumagalli (Monte Alto, 5 ottobre 1977) è un ex calciatore brasiliano con passaporto italiano, di ruolo centrocampista.